# Cyanogene Glycoside

Spaltung von cyanogenen Glycosiden.

Cyanogene Glycoside sind weit verbreitete Pflanzengifte aus der Gruppe der Glycoside. Sie bestehen aus einem Glycosid, d. h. einer Verbindung aus einem Alkohol und einem Kohlenhydrat (Zucker), das zusätzlich eine Nitrilgruppe –CN trägt. Bei der enzymatischen Spaltung entsteht daraus u. a. der giftige Cyanwasserstoff HCN, auch Blausäure genannt (daher die Bezeichnung cyanogen).

## Vertreter
- Amygdalin kommt in vielen Prunus-Arten wie Pflaume, Aprikose und Mandel vor.
- Dhurrin findet sich in Sorghum- und anderen Hirsen.
- Linamarin kommt in Pflanzen wie Maniok, Limabohne oder Flachs vor.
- Lotaustralin kann aus Leguminosen, Maniok, der Limabohne, der Rosenwurz, Weiß-Klee und anderen Pflanzen extrahiert werden.
- Sambunigrin findet sich im Holunder, Kirschlorbeer und Apfelsamen.
- Simmondsin kommt in Jojoba vor.
- Vicianin  kommt im tropischen Goldtüpfelfarn vor
- Linustatin[S 1]  und Neolinustatin[S 2]  kommen im Leinsamen vor.

## Wirkung
Cyanogene Glycoside selbst haben keinen toxischen Effekt, erst durch Spaltung des Moleküls kommt es zur Freisetzung der Blausäure (HCN), die den eigentlich giftigen Stoff darstellt. Der Abbau erfolgt zunächst enzymatisch. Durch eine mehr oder weniger spezifische β-Glucosidase wird der Zuckeranteil (meist Glucose) abgespalten. Es entsteht das freie Cyanhydrin. Dieses zerfällt spontan oder enzymkatalysiert durch eine Hydroxynitril-Lyase in ein Keton oder Aldehyd und HCN.
Entscheidend für diesen als Cyanogenese bezeichneten Vorgang ist die initiale Abspaltung des Zuckeranteils. Beispielsweise wird für die Spaltung des Glycosids Linamarin das Enzym Linamarase benötigt. Bei der intakten Pflanze liegen beide Stoffe in verschiedenen Organellen getrennt vor und das Glykosid bleibt erhalten (Kompartimentierung). Dies hat den Vorteil, dass die Toxine erst dann freigesetzt werden, wenn es zu einer Beschädigung der Pflanzenzellen (etwa durch Insektenfraß) kommt und so das Gift direkt produziert wird (Dekompartimentierung, Pflanzliche Abwehr von Herbivoren).

### Toxizität der Blausäure
Die von cyanogenen Glycosiden freigesetzte Blausäure ist für alle Eukaryoten giftig: Ursache hierfür ist, dass die Blausäure in den Stoffwechsel der Mitochondrien eingreift.
HCN bindet an das zentrale Eisenion (Sauerstoff-Bindungsstelle) des Enzyms Cytochrom-c-Oxidase, welches eine grundlegende Redoxreaktion der Atmungskette ablaufen lässt. Dadurch wird das Enzym irreversibel inaktiviert. Wenn ein gewisser Anteil der Cytochrom-c-Oxidase durch HCN gebunden ist, fällt die Atmungskette aus, und der Organismus bekommt keine Energie mehr.

## Cyanogene Pflanzen
Beispiele von Pflanzen, deren Toxizität auf der Freisetzung von Blausäure aus cyanogenen Glycosiden beruht, sind
viele Rosaceen wie Pflaume (Prunus domestica), Schlehdorn (Prunus spinosa), Aprikose (Prunus armeniaca), Mandel (Prunus dulcis), Pfirsich (Prunus persica), Sauerkirsche (Prunus cerasus), Quitte (Cydonia oblonga), Farne wie der Goldtüpfelfarn (Phlebodium aureum), Sorghumhirsen und Maniok (Manihot esculenta).

### Polymorphismen
Ein Polymorphismus von cyanogenen Glycosiden tritt in Europa bei verschiedenen Kleepopulationen, beispielsweise beim Weißklee und Hornklee, auf. Durch Züchtungsexperimente lässt sich feststellen, dass zwei voneinander unabhängige Gene dafür verantwortlich sind.
Eines der Gene steuert die Synthese der cyanogenen Glycoside. Nur wenn dieses dominant ist, kann die Pflanze überhaupt diese Substanzen produzieren. Das zweite Gen ist für das Enzym verantwortlich, das erforderlich ist, um die Glycoside zu spalten und damit gefährlich zu machen. Es gibt daher vier verschiedene Arten von Klee in Bezug auf ihre Toxizität durch cyanogene Glycoside. Nur wenn beide Gene dominant sind, kommt es zur toxischen Wirkung. Andernfalls können die Pflanzen zwar die Glycoside synthetisieren, lassen sie jedoch nicht entfalten. Oder es sind die Enzyme vorhanden, jedoch keine Glycoside, die gespalten werden könnten. Im vierten Fall sind weder Glycoside noch Enzyme vorhanden.
Welche Gene die Pflanze in sich trägt, lässt sich durch chemische Tests untersuchen: Man gibt frische Blätter in ein Teströhrchen, zerquetscht sie kurz mit einem Glasstab zusammen mit einem Tropfen Chloroform und verschließt das Röhrchen mit einem Stopfen, von dem ein Stück in Pikrinsäure-Lösung getauchtes Filterpapier herunterhängt. Eine Rotfärbung innerhalb einer Stunde zeigt an, dass Blausäure vorhanden ist, und damit beide Gene dominant sind.

## Externe Links zu erwähnten Verbindungen
1. ↑  Externe Identifikatoren von bzw. Datenbank-Links zu Linustatin:  CAS-Nr.: 72229-40-4, PubChem: 119301, ChemSpider: 106563, Wikidata: Q27107219.
2. ↑  Externe Identifikatoren von bzw. Datenbank-Links zu Neolinustatin:  CAS-Nr.: 72229-42-6, PubChem: 119533, ChemSpider: 106743, Wikidata: Q27107514.